# نائب رئيس كوريا الجنوبية
يعتبر نائب رئيس جمهورية كوريا الديموقراطية (نائب رئيس كوريا الجنوبية) هو ثان أعلى منصب تنفيذي في كوريا الجنوبية إلى أن تم إلغاءه في عام 1960.

## قائمة بنواب رئيس كوريا الجنوبية
تهتم القائمة التالية بسرد نواب كوريا الجنوبية منذ استقلالها إلى أن تم إلغاء المنصب في عام 1960.
لتجنب الالتباس، تتبع هذه القائمة النظام الشرقي حيث يتم ذكر اسم العائلة أولا ثم اسم الفرد.

### الحكومة المؤقتة لجمهورية كوريا (1919-1948)
| I#                            | A#                            | الصورة                     | روماجا                     | هانغول                     | حمل المنصب                 | ترك المنصب                 | الحزب السياسي              |
| نائب رئيس الحكومة المؤقتة1    | نائب رئيس الحكومة المؤقتة1    | نائب رئيس الحكومة المؤقتة1 | نائب رئيس الحكومة المؤقتة1 | نائب رئيس الحكومة المؤقتة1 | نائب رئيس الحكومة المؤقتة1 | نائب رئيس الحكومة المؤقتة1 | نائب رئيس الحكومة المؤقتة1 |
| ----------------------------- | ----------------------------- | -------------------------- | -------------------------- | -------------------------- | -------------------------- | -------------------------- | -------------------------- |
| الفترة الأولى، الفترة الثانية | الفترة الأولى، الفترة الثانية |                            | كيم كيو سيك                | 김규식                     | 1940                       | 15 أغسطس 1948              |                            |

## جمهورية كوريا الأولى 1948- 1960
مستقل
  وسطي
  محافظ
| الرئيس     | النائب | بالحروف اللاتينية(هانغول) | الصورة | حمل المنصب    | ترك المنصب             | الحزب السياسي         |
| ---------- | ------ | ------------------------- | ------ | ------------- | ---------------------- | --------------------- |
| إي سنغ مان | 1      | يي سي يونج (이시영)       |        | 24 يوليو 1948 | 9 مايو 1951 (استقال)   | حزب كوريا الديموقراطي |
| إي سنغ مان | 2      | كيم سونغ سو (김성수)      |        | 17 مايو 1951  | 29 مايو 1952 (استقال)  | حزب كوريا الديموقراطي |
| إي سنغ مان | 3      | هام تاي يونغ (함태영)     |        | 15 يونيو 1952 | 14 أغسطس 1956          | مستقل                 |
| إي سنغ مان | 4      | تشانغ ميون (장면)         |        | 15 أغسطس 1956 | 23 أبريل 1960 (استقال) | الحزب الديموقراطي     |

1. كانت الحكومة المؤقتة لجمهورية كوريا حكومة في المنفى مقرها شنغهاي، الصين. على الرغم من أن الدستور الحالي لكوريا الجنوبية يعترف بسيادته القانونية على الشعب الكوري، إلا أن الحكومة المؤقتة لم تعترف بها العديد من القوى الدولية.
2. تم إبطال نتائج انتخابات عام 1960 بعد ثورة أبريل.
3. تم إلغاء منصب نائب الرئيس في عام 1960.